# Edwin Merry
Edwin A. Merry fue un arquitecto británico que trabajó principalmente en la ciudad de Buenos Aires (Argentina) y sus alrededores a fines del siglo XIX.
Quizás la producción más notable del arquitecto Merry haya sido la que sobrevive, aunque con varias pérdidas, a lo largo de la Avenida de Mayo de Buenos Aires. Fue uno de los autores que más edificios diseñó para esta importante arteria, centro de los edificios residenciales más imponentes en la Argentina de los años 1890.
En la Avenida de Mayo, algunas obras de Edwin Merry fueron:

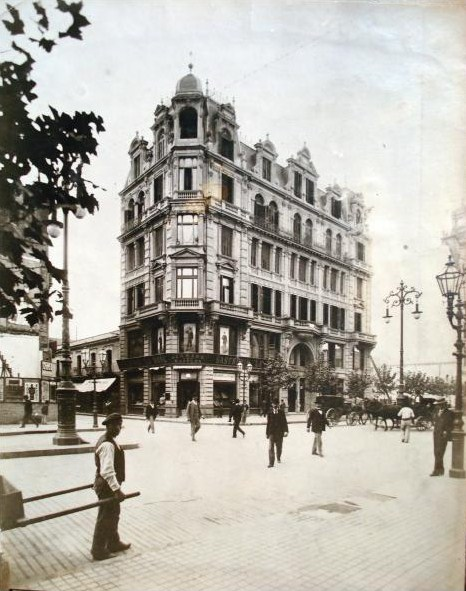
El edificio de Av. de Mayo y Perú (modificado)

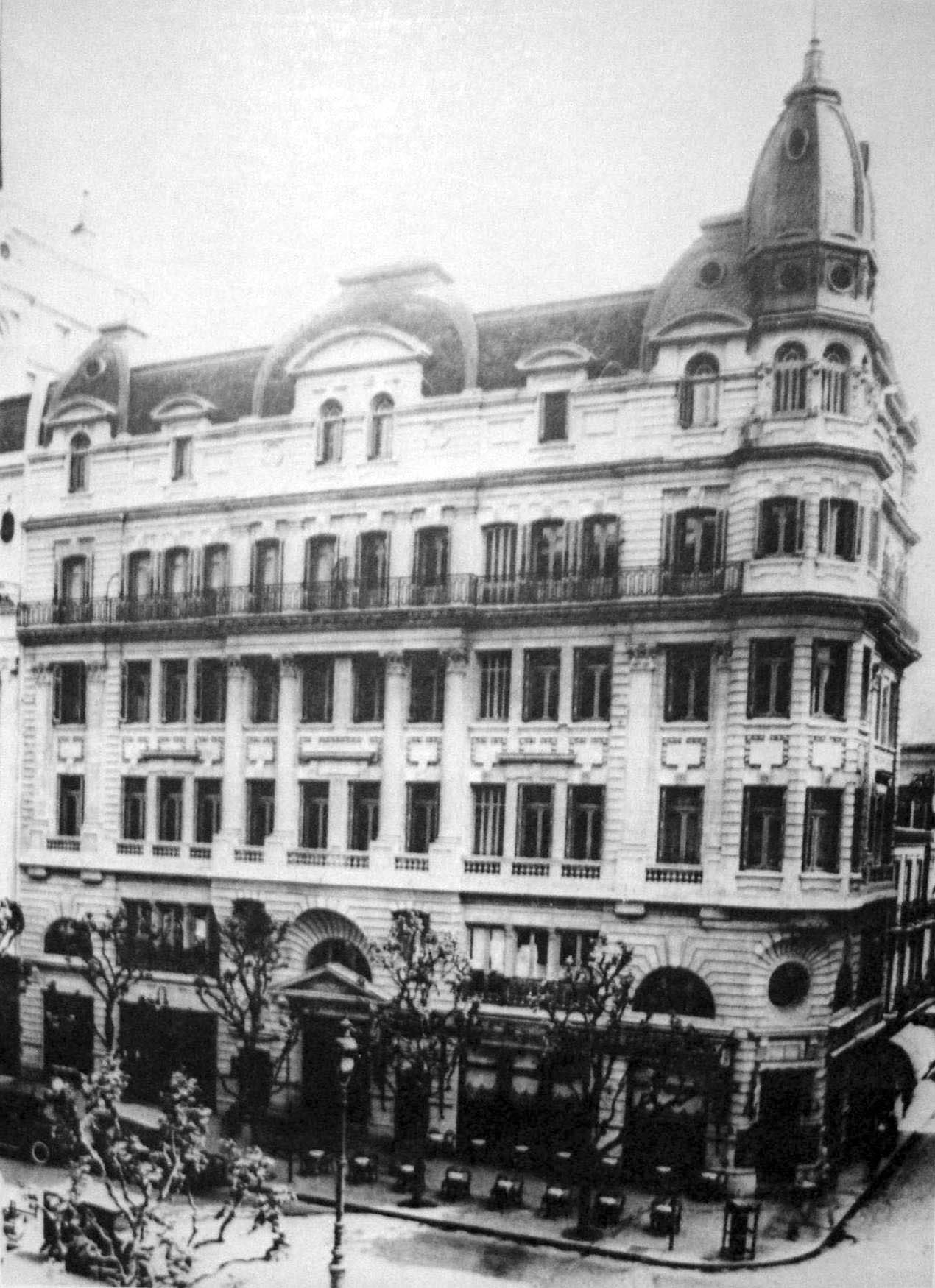
Edificio de La Rosario, demolido en los '80

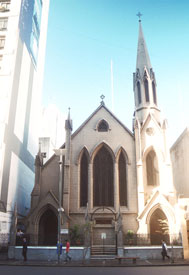
Primera Iglesia Metodista

- Un edificio de viviendas de renta, propiedad de la familia Ortiz Basualdo. Avenida de Mayo, esquina Perú (nor-este). Fue uno de los primeros de este tipo en construirse en la avenida, que aún estaba sin terminarse, en el año 1892. En 1910, fue adquirido por la tienda Gath y Chaves, que encargó al arquitecto Salvatore Mirate una reforma intensiva. El edificio fue primero ampliado, sumando un lote contiguo con frente por la calle Rivadavia; pero además se transformó toda su fachada al estilo art nouveau, y se utilizó intensivamente el vidrio y el hierro a la vista en sus ventanales.

- Un edificio de renta, ocupado históricamente por la Compañía de Seguros “La Rosario”, luego “La Buenos Aires”. Estaba en Avenida de Mayo, esquina Chacabuco (noroeste) y fue demolido en la década de 1980 para construir la Torre La Buenos Aires.

- Edificio de renta, propiedad de Clara M. de Zemborain, en Avenida de Mayo 1147/1157 (año 1895). Luego fue adquirido por la Unión Industrial Argentina, pasó durante algunas décadas a ser sede del Instituto de Capacitación de ENTeL, y actualmente es otra vez sede de la UIA.

- Un cuarto edificio de renta, terminado hacia 1893 y de ubicación desconocida, ya que fue más tarde demolido.

Otra importante obra de Edwin Merry fue la Iglesia de la Santa Cruz (conocida como Iglesia de los Irlandeses), en la esquina de las calles Estados Unidos y General Urquiza, inaugurada en el año 1894 con presencia del presidente Luis Sáenz Peña. Este templo combinó decoración medieval con elementos de la arquitectura propia del siglo XIX.
La Iglesia Presbiteriana de San Andrés, de la comunidad escocesa, también fue un trabajo realizado por Merry, en asociación con el arquitecto Raynes en 1894 (Avenida Belgrano 575). La Primera Iglesia Metodista de Avenida Corrientes 718 es del año 1874, la realizó asociado con Carlos Ryder. En la localidad suburbana de Lomas de Zamora está la Iglesia Anglicana de la Santísima Trinidad (av. Almirante Brown y Cerrito) del año 1872, ota obra de Merry y Ryder.
- Datos: Q5820073
- Multimedia: Edwin Merry / Q5820073